# Suter Racing Technology
Suter Racing Technology AG és una empresa suïssa amb seu a Turbenthal, al districte de Winterthur, que fabrica peces per a motocicletes. Fundada l'any 2002 pel pilot de motociclisme Eskil Suter i el seu germà Simon, l'empresa forma part del Grup SUTEC, les altres filials del qual fabriquen motors d'avions, sistemes de motors híbrids i energies renovables.
Des del 2010, Suter participa al mundial de motociclisme com a constructor a la categoria Moto2 i des del 2012, també a les de Moto3 i MotoGP.

## Història

### Mundial de motociclisme
El primer projecte destacable de Suter per a competir al mundial es remunta al 1998, quan Eskil Suter, com a enginyer responsable de l'equip MuZ, va actualitzar i desenvolupar el xassís de l'ELF 500 ROC, la qual va tornar a presentar amb el nom de MuZ Weber 500. El mateix Suter va córrer en vuit Grans Premis durant aquella temporada com a substitut del pilot habitual, Doriano Romboni, que es va lesionar després de les dues primeres curses.
Posteriorment, Suter es va encarregar del disseny i desenvolupament d'un motor de tres cilindres en línia de 990 cc per a la Petronas FP1, una moto que va participar al Campionat del Món de Superbike del 2003 al 2006.
Del 2004 al 2006, Suter va col·laborar amb Kawasaki en el desenvolupament de la ZX-RR de MotoGP, en particular pel que fa al sistema d'injecció electrònica drive-by-wire. El 2005 va produir algunes peces del bastidor, basculant inclòs, per a la Fantic R250 que va competir a la categoria de 250cc del mundial de motociclisme.
Entre el 2006 i el 2007, Suter va participar en el projecte del xassís de la Ilmor X3, una moto de 800 cc que havia de competir regularment a la categoria de MotoGP però que només va participar en poques curses per problemes econòmics.

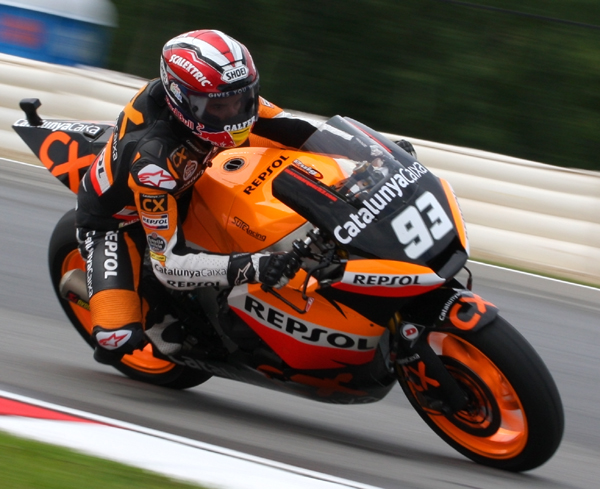
Marc Márquez amb la Suter MMX de Moto2 a Brno el 2011

El 2010, amb la introducció de la classe Moto2, Suter es va presentar com a fabricant subministrant la seva pròpia moto, la Suter MMX, a diversos equips, cosa que la va fer la moto amb més presència numèrica als circuits; aquell any mateix, l'empresa va guanyar el Campionat del món de constructors amb quatre victòries. Una situació semblant es va donar el 2011, amb la victòria al campionat del món de constructors, aquesta vegada amb 11 victòries, malgrat que, com l'any anterior, el pilot campió del món no pilotava una Suter. A més de participar al campionat del món, la mateixa moto fou present al CEV, sempre a la categoria de Moto2; El 2011, Suter va aconseguir-hi la victòria entre els constructors.
El 2012, a més de Moto2, Suter va ampliar el seu subministrament a les altres dues classes del mundial, a Moto3 amb la MMX3, amb motor Honda, i a MotoGP amb la MMX1, una moto equipada amb motor BMW que va fer competir l'equip Forward Racing segons la nova normativa CRT (Claiming Rule Teams).

### Campionat FIM CEV Moto2
A partir de la temporada del 2015, la classe de Moto2 del CEV va obtenir el rang de campionat d'Europa. Suter va ser-hi present amb els seus prototips fins al 2018, any en què va aconseguir una victòria al Gran Premi de Catalunya amb Augusto Fernández. El 2020, Kevin Orgis fou l'únic a competir-hi amb una MMXI i anotà només sis punts.